# (858) Эль Дьезар
(858) Эль Дьезар (лат. El Djezair) — астероид главного пояса астероидов, принадлежащий к спектральному классу S. Астероид был открыт 26 мая 1916 года французским астрономом Фредериком Си в Алжирской обсерватории и назван в честь города Алжир, в пригороде которого располагается обсерватория. Эль Джезаир — французское написание арабского названия Алжира .
Астероид стал первой малой планетой, получившей название, состоящее из более чем одного слова.
Наряду с астероидами (68) Лето и (236) Гонория, он является членом семейства Лето, которая является небольшой, четко определенной группой ярких каменных астероидов, с большой полуосью, близкой к 2,8 а.е.